# Małe Kruszłyńce
Małe Kruszłyńce (ukr. Малі Крушлинці) – wieś na Ukrainie w rejonie winnickim obwodu winnickiego.